# 반슈아코역
반슈아코역(일본어: 播州赤穂駅, ばんしゅうあこうえき 반슈아코에키[*])은 일본 효고현 아코시에 위치한 서일본 여객철도의 역이다.
이코카 및 제휴 교통카드의 사용이 가능하지만 반슈아코 역 이서 구간에서는 사용이 불가능하다. 반슈아코 역에서 시종착하여 오사카 방면으로 직통하는 신쾌속 열차와 쾌속 열차가 다수 운전되고 있다. 한편 오카야마 방면에의 열차도 야간 1편을 제외한 모든 열차가 반슈아코 역에서 방향을 전환하기 때문에 계통 경계역 역할을 하고 있다. 운행 담당 또한 반슈아코 역을 포함한 히메지 방면은 서일본 여객철도 고베 지사, 히나세 방면은 서일본 여객철도 오카야마 지사로 나뉜다. 역명은 개업 당시 나가노현 이다선의 아카호 역과의 구분을 위해 하리마국의 다른 명칭인 반슈를 붙이게 되었다.

## 역 구조
단식과 섬식이 섞인 혼합형 승강장으로 2면 3선의 지상역이며 교상역사를 가지고 있다.

### 승강장
| 1 | ■ 아코 선 | 아이오이 · 히메지 방면 | (반슈아코 시발 히메지 방면)   |
| 2 | ■ 아코 선 | 히나세 · 오카야마 방면 | (반슈아코 시발 오카야마 방면) |
| 2 | ■ 아코 선 | 아이오이 · 히메지 방면 | (일부)                        |
| 3 | ■ 아코 선 | 아이오이 · 히메지 방면 | (대부분 신쾌속)               |
| 3 | ■ 아코 선 | 히나세 · 오카야마 방면 | (일부)                        |

## 역사
- 1951년 12월 12일: 아코 선 아이오이 역 ~ 반슈아코 역 간의 개업에 따라 신설되었다.
- 1987년 4월 1일: 민영화에 따라 서일본 여객철도의 소속이 된다.
- 2003년 11월 1일: 이코카의 사용이 개시되었다.

## 인접정차역
| 서일본 여객철도 아코 선 | 서일본 여객철도 아코 선 | 서일본 여객철도 아코 선 |
| ----------------------- | ----------------------- | ----------------------- |
| 사코시 쓰루가 방면      | ■ JR 고베 선 · 아코 선  | 시·종착역               |
| 시·종착역               | ■ 아코 선               | 덴와 오카야마 방면      |